# Płonino
Płonino [pronunciación en polaco: /pwɔˈninɔ/] ( en alemán: Karlshagen) es un pueblo ubicado en el distrito administrativo de Gmina Rymań, dentro del condado de Kołobrzeg, Voivodato de Pomerania Occidental, en el noroeste de Polonia. Se encuentra a unos 3 kilómetros al oeste de Rymań, a 26 kilómetros al sur de Kołobrzeg, y a 84 kilómetros al noreste de la capital regional Szczecin.